# Saane/Sarine
Saane (în franceză: Sarine) este un râu în Elveția, care trece prin orașul Fribourg.